# Kasimir II av Polen
Kasimir II den rättvise (polska: Kazimierz Sprawiedliwy), född 1138, död 1194, var en polsk storhertig.

## Biografi
Kasimir II var Boleslav III:s femte son.
Fadern delade vid sin död 1139 riket mellan sina fyra äldre söner, under den äldstes, storhertigens av Kraków, seniorat. Kasimir blev lottlös men erhöll 1163 Sandomierz.
Genom Mieszko III:s fördrivande vann han 1177 Kraków och rikssenioratet. Kasimir vann segrar över ryssar och ungrare samt företog 1192 ett framgångsrikt härtåg mot jatvingerna kring mellersta Västra Bug.